# Mårten Graan
Mårten Graan, född 1711, död 13 december 1792, var en svensk rådman, riksdagsledamot och politiker.

## Biografi
Mårten Graan föddes 1711 och var son till rådmannen Olof Graan i Umeå. Han arbetade som handlande och rådman i Umeå. Graan avled 1792.
Graan var riksdagsledamot för borgarståndet i Umeå vid riksdagen 1771–1772.
Graan gifte sig 1744 med Kristina Helena Bjur. De fick tillsammans sonen och handlanden Olof Grahn (1745–1815) i Umeå.